# Une nouvelle vie (pel·lícula)
Une nouvelle vie és una pel·lícula francesa dirigida per Olivier Assayas i estrenada el 1993.

## Sinopsi
Ludovic, advocat d'ofici, té dues filles nascudes de mares diferents, però només n'ha criat una (Lise) i la considera la seva única filla; l'altra (Tina) viu amb la seva mare (Nadine) amb qui Ludovic només va viure breument i que des de llavors ha tingut altres homes a la seva vida, un dels quals li ha donat dos fills més (actualment infants). En l'escena inicial de la pel·lícula que s'enfronta a Tina i Nadine, entenem que aquesta última es troba en un estat psicològic inestable (de tipus bipolar). La seva filla fins i tot sembla témer que es suïcida. 

La Tina, encara que d'origen relativament burgès, almenys pel seu pare biològic, treballa de moment en un magatzem; té un xicot: Fred. Esperen viure junts quan millorin les seves respectives posicions professionals. La relació entre la Tina i la seva mare es deteriora. La Tina abandona l'apartament familiar i intenta apropar-se al seu pare (Ludovic) que fins ara només ha mostrat la seva indiferència però de qui té l'adreça. Havent anat allà, la Tina coneix la seva germanastra (Lise) que sembla viure sola al sumptuós apartament. Reticent al principi, la Lise accepta allotjar-la temporalment mentre espera que la Tina trobi una solució que no sigui un hotel. 

Sophie_Aubry (Tina)

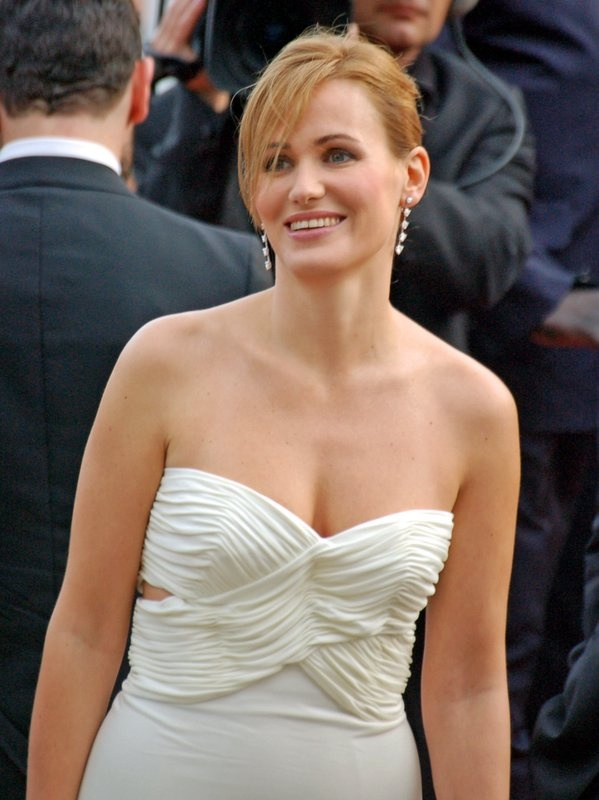
Judith Godrèche (Lise)

Tina, molt poc després, presencia fortuïtament una relació de tipus sado-maso amb un personatge, segons li sembla, sexual entre Lise i Constantin (uns quaranta anys encara atractiu, un vell amic de Ludovic i un dels associats de la seva firma d'advocats), sense que cap dels amants se n’adoni de la seva presència.

La mare de la Tina provoca un incendi al seu apartament i mor. Suïcidi?

La Tina entra a l'apartament carbonitzat i recupera un collaret de pedres vermelles de la caixa de joieria de la seva mare, que portarà fins al final de la pel·lícula.

De tornada a l'apartament on s'allotja la Lise i desconcertada, fa un intent de suïcidi amb barbitúrics, però l'arribada fortuïta de Constantin quan perd el coneixement fa que sigui hospitalitzada a temps.

Cada cop més desamparada, la Tina busca encara més apropar-se al seu pare. Ell l'evita i ordena al seu amic i soci Constantin que faci entendre a la seva filla biològica que només pot esperar una certa quantitat de diners d'ell cada mes. Constantin està disgustat amb aquest comportament de Ludovic. Evidentment, està tocat per les desgràcies de la Tina. Per iniciativa seva, tenen una relació amorosa força brusca (fel·lació) i després inicien una aventura, encara que Constantin està casat. Sense que la Tina se n'adoni del tot, perquè dubta molt d'ella mateixa, Constantin s'enamora d'ella (és cert que és vint anys més jove que ell). 

La Tina li diu al seu xicot Fred que tot s'ha acabat entre ells. Ell està furiós però ella no es mou.

Constantin informa a la Tina que la seva germanastra Lise ha anat a Noirmoutier a viure a la "casa de vacances" del seu pare, que actualment està buida.

Tina i Constantin decideixen agafar un apartament junts, la qual cosa implica que Constantin ha decidit deixar la seva dona (Laurence). Segurament amb l'objectiu de dir-li que la deixa, Constantin, sense dir-ho a la Tina, se'n va a casa. Aleshores assistim a una reunió de Laurence i Tina en un cafè. La primera li diu a la segona que només serà una fantasia passatgera a la vida de Constantine, que ell està acostumat al fet que les llacunes del seu marit només durin unes poques setmanes i que sempre torni a ella després. Tina, tot i que està força segura de l'amor que Constantin per ella (ell li va donar una prova), està sacsejada per aquestes observacions. Després d'haver intentat defensar la seva parella devaluant al màxim l'afer de Tina i Constantin, Laurence s'aixeca per marxar. Aleshores s'esquerda i s'ensorra. L'alleuja un amic de la Tina (Kléber) que l'acompanya a casa i que, aprofitant la seva desesperació en aquests moments, té amb ella una breu abraçada (protegida); moments més tard, ella li demana que "es detingui"; li fa cas.

Constantin i Tina es troben una mica més tard al seu nou apartament, passen la nit junts. A mitja nit o a primera hora del matí, Constantin rep una trucada telefònica professional i mentre s'embarca en una llarga conversa de tipus legal amb el seu interlocutor, la Tina es vesteix i, sense ell, li roba diners de la jaqueta, i marxa de l'apartament.
La Lise està llegint a la terrassa de la casa de Noirmoutier. Aixeca el cap i somriu: la seva germanastra Tina està davant seu. La Tina li diu a la seva germanastra que marxarà sense discutir si la Lise l'acomiada, però aquesta somriu i li diu "Queda't, estava pensant en tu".
S'acorda que Tina (esgotada pel viatge París-Noirmoutier i després la recerca de la "casa de vacances") hi dorm. Lise (a qui no li agrada que els homes la toquin, com li declara a la Tina quan aquesta li revela que va presenciar una escena masoquista entre ella i Constantin) també acull un amic estudiant que està a punt de marxar en cooperació. L'endemà, la Lise li parla a Tina sobre Constantin i li revela que el que Laurence li va dir sobre el comportament sexual de Constantin és (en la seva major part) menyspreu, que de fet, fins que va conèixer la Tina, va portar un tracte afectiu-sexual força ordenat i tranquil ... a part de la fantasia (de caràcter maso) d'estar lligada. 

L'endemà, quan el xicot marxa de Noirmoutier en cotxe, entenem que tornarà a portar la Tina a París on es trobarà amb Constantin: l'ha trucat i ell l'espera impacient. A la Lise li agradaria que Tina es quedés a la casa Noirmoutier i recuperés el temps perdut: germanastres, gairebé no es coneixen. (Sembla una mica com si Tina hagi de triar entre Constantin i Lise). El cotxe comença a arrencar portant l'"amic estudiant" i la Tina. La Lise es troba sola, però uns instants després, mentre passeja per la casa buida, intueix una presència, es gira i és la Tina qui al final no ha marxat. Les dues joves es miren amb un somriure seriós.

## Repartiment
- Sophie Aubry : Tina
- Judith Godrèche : Lise
- Bernard Giraudeau : Constantin
- Christine Boisson : Laurence
- Philippe Torreton : Fred
- Bernard Verley : Ludovic
- Nelly Borgeaud : Nadine
- Antoine Basler : Kleber
- Roger Dumas : Martin
- Nathalie Boutefeu
- Richard Bean : Gérard
- Pierre Amzallag : empleat de la revista
- Dina Arbib
- Georges Berlioz : M. Montfroy
- Talia Broener
- Pascal Chaumeil : gerent de la revista
- Beatrice De Roaldes : secretparia de Ludovic
- Laurent Jacquet : empleat del teatre
- Maïté Maillé
- Fabrice Oko : Omar

## Producció
Olivier Assayas volia una pel·lícula ambiciosa, amb diferents formats cinematogràfics, per a la forma coral.
Assayas la considera la seva pel·lícula maleïda, a causa dels diferents problemes que va trobar durant la producció. El productor, Bruno Pesery, havia retirat de la programació l'última setmana de rodatge, havent previst el rebuig de la pel·lícula. I va romandre en silenci quan va veure el muntatge de la pel·lícula. El llargmetratge va ser llavors un fracàs crític i comercial. Pesery va bloquejar els drets d'una edició de vídeo, la pel·lícula no es va publicar en VHS ni en DVD.
Tanmateix, el cineasta va fer una nova edició amb les escenes tallades, l'edició inicial va ser de 3 hores, amb la setmana que faltava de rodatge.